# Polygonia comma
Polygonia comma is een vlinder uit de onderfamilie Nymphalinae van de familie Nymphalidae. 

## Beschrijving
De spanwijdte bedraagt 37 tot 56 millimeter. De vleugels zijn oranje met bruine tekening en langs de vleugelrand een rij gele stippen. Er is een verschil in de generaties: bij de zomervorm is de achtervleugel vrijwel geheel bruin. 

## Voorkomen
De soort komt voor in de oostelijke helft van Noord-Amerika. De soort vliegt in twee generaties. De zomergeneratie vliegt van mei tot september, de wintergeneratie eerst in september en oktober, dan overwinteren ze, en dan in het voorjaar tot in mei.

## Waardplanten
De waardplanten van Polygonia comma zijn brandnetel, Boehmeria cylindrica,  Laportea canadensis, hop en iep.